# Hellmut Neuerburg
Hellmut Neuerburg (Straatsburg, 25 augustus 1917 - New Jersey, Verenigde Staten, 28 februari 1945), was een Kapitänleutnant in de Duitse Kriegsmarine tijdens de Tweede Wereldoorlog. Hij kreeg het bevel over de U 869, als zijn eerste en tevens zijn laatste commando over een U-boot. Hij had geen enkel geallieerd schip tot zinken gebracht.

## Gissingen
De U 869 was een Type IXC/40- U-boot en stond onder bevel van de onfortuinlijke Kptlt. Hellmut Neuerburg. De U 869 werd op 11 februari 1945 tot zinken gebracht. Aanvankelijk dacht het Duitse Oppercommando dat de U-boot voor Gibraltar gezonken was, maar tientallen jaren later werd de boot teruggevonden voor de kust van de Amerikaanse staat New Jersey, door een Amerikaans duikersteam.

## Geschiedenis
Op 22 november 1944 vertrok de U 869 onder bevel van Hellmut Neuerburg voor een geheime missie naar de Amerikaanse wateren om de scheepsbewegingen en waarnemingen aldaar naar het marinecommando door te seinen. Maar eerst moest hij naar de buurt van Gibraltar om er te bunkeren. Deze opdracht zou enkele maanden duren. Tijdens zijn overtocht werd hem radiostilte bevolen, om zijn reispositie aldaar niet in gevaar te brengen. Daarom wist men niet precies waar de U 869 vergaan of nog in actieve dienst was. In ieder geval werd er nooit meer radiocontact gemaakt en wist het Duitse Oppercommando niet waar precies de U 869 zich bevond.
Op 11 februari 1945 werd de U 869 ontdekt door de United States Navy en meteen aangevallen. De U-boot werd met dieptebommen en hedgehogs bestookt totdat hij in de buurt van een door hem verkend konvooi CU-58 dat voor de kust van New Jersey voer, in positie 39° 33′ 0″ NB, 73° 2′ 0″ WL naar een diepte van ongeveer 73 meter voorgoed wegzonk, door toedoen van de Amerikaanse torpedojagers USS Howard D. Crow (DE-252) en USS Koiner (DE-331). Er was een gat geslagen aan bakboordzijde-achter, vlak bij de commandotoren van de U 869. Hierbij kwamen alle 56 bemanningsleden, waaronder hun commandant Hellmut Neuerburg, om het leven. Hellmut Neuerburg was 27 jaar toen hij sneuvelde.

## Condolatie voor de nabestaanden
Een Amerikaans duikersteam vond het wrak van de U 869, na een tip van plaatselijke vissers, omdat die daar hun visnetten hadden verloren. De duikers hadden daarna gedoken naar het toen nog onbekende U-bootwrak. Aanvankelijk wisten ze niet welke boot het was, maar door een toevallig gevonden mes, met de initialen erop van ene Horenburg, en met de hulp van het Berlijnse Archiefbureau, konden ze weten waar Horenburg had dienstgedaan. Dat was dus op de U 869, die niet nabij Gibraltar gezonken lag, zoals eerst werd gedacht, maar wel vlak voor de Amerikaanse kust. Zodoende kwam het duikteam bij de familie terecht die eveneens in New Jersey woonden. De familie had geen notie waar precies hun commandant-familielid gesneuveld was. De achternicht van de U-bootcommandant werd op de hoogte gebracht en gecondoleerd door het duikteam. Meteen wist de Duits-Amerikaanse familie Neuerburg nu, dat hun oom Hellmut, vlak voor de kust van New Jersey zijn laatste rustplaats had gevonden, en niet zo ver van hun thuis.

## Militaire loopbaan
- Offiziersanwärter: 3 april 1936[2][3]
- Seekadett: 10 september 1936[2][3]
- Fähnrich zur See: 1 mei 1937[2][3]
- Oberfähnrich zur See: 1 juli 1938[2][3]
- Leutnant zur See: 1 oktober 1938[2][3]
- Oberleutnant zur See: 1 oktober 1940[2][3]
- Kapitänleutnant: 1 juli 1943[2][3]

## U-bootcommando
- U 869 - 26 januari 1944 - 11 februari 1945 (+)	  1 patrouille (66 dagen)

## Patrouille-info over Hellmut Neuerburg

### U-bootpatrouilles
- U 869 - 23 november  1944:  Kiel - 27 november 1944:  Horten (5 dagen)
- U 869 - 3 december 1944:  Horten - 4 december 1944:  Kristiansand (2 dagen)
- U 869 - 8 december 1944:  Kristiansand - 11 februari 1945:  (+)  Tot zinken gebracht tijdens verkenningspatrouille (66 dagen)